# Tytoń oskrzydlony
Tytoń oskrzydlony, tytoń perski (Nicotiana alata) – gatunek rośliny z rodziny psiankowatych. Jest krótkowieczną byliną, zwykle jednak uprawia się ją jako roślinę jednoroczną. Pochodzi z Ameryki Południowej (Paragwaj, Urugwaj, niektóre rejony Brazylii i Argentyny).

## Morfologia
ŁodygaWysokość 50-100 cm.
LiścieSkrętoległe, niepodzielone i faliście wyżłobione, siedzące, tworzące rozetkę.
KwiatyZebrane w baldachach lub wiechach, o symetrii promienistej, kielich podłużnie cylindryczny, otwierające się nocą, występują w różnych odmianach barwnych (głównie białe i odcienie czerwieni).

## Zastosowanie
Gatunek uprawiany jest jako roślina ozdobna, zazwyczaj na rabaty bylinowe i do skrzynek.

## Uprawa
Roślina wymaga gleby żyznej, próchniczej, piaszczysto-gliniastej, przepuszczalnej o pH zasadowym. Najlepiej rośnie w słonecznych stanowiskach. Rozmnażana jest za pomocą nasion wysiewanych w marcu, w miejscu chłodnym i jasnym. Na stałe miejsce wysadza się rośliny dopiero w drugiej połowie maja. Strefy mrozoodporności 7-10.

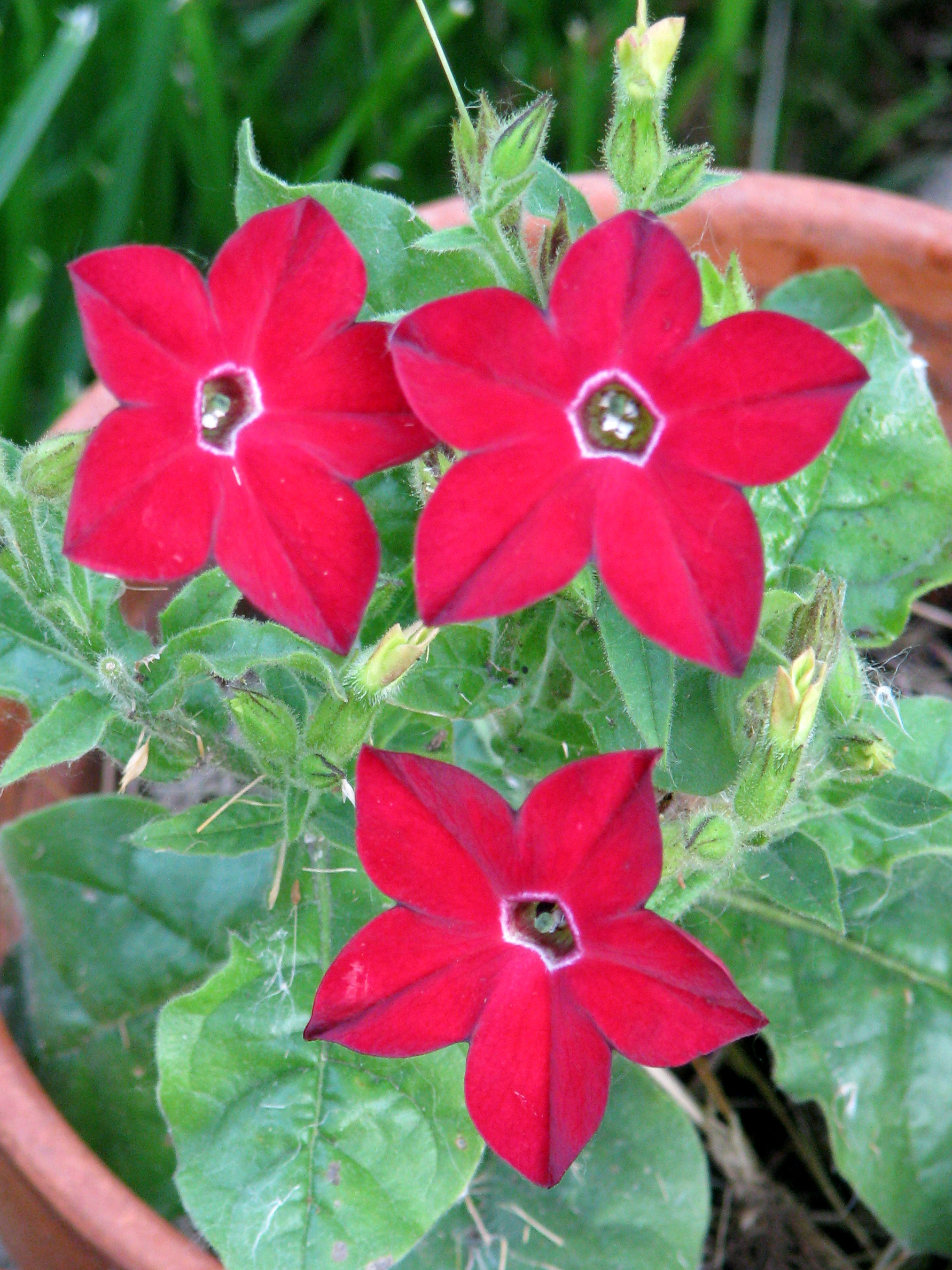
Odmiana ozdobna

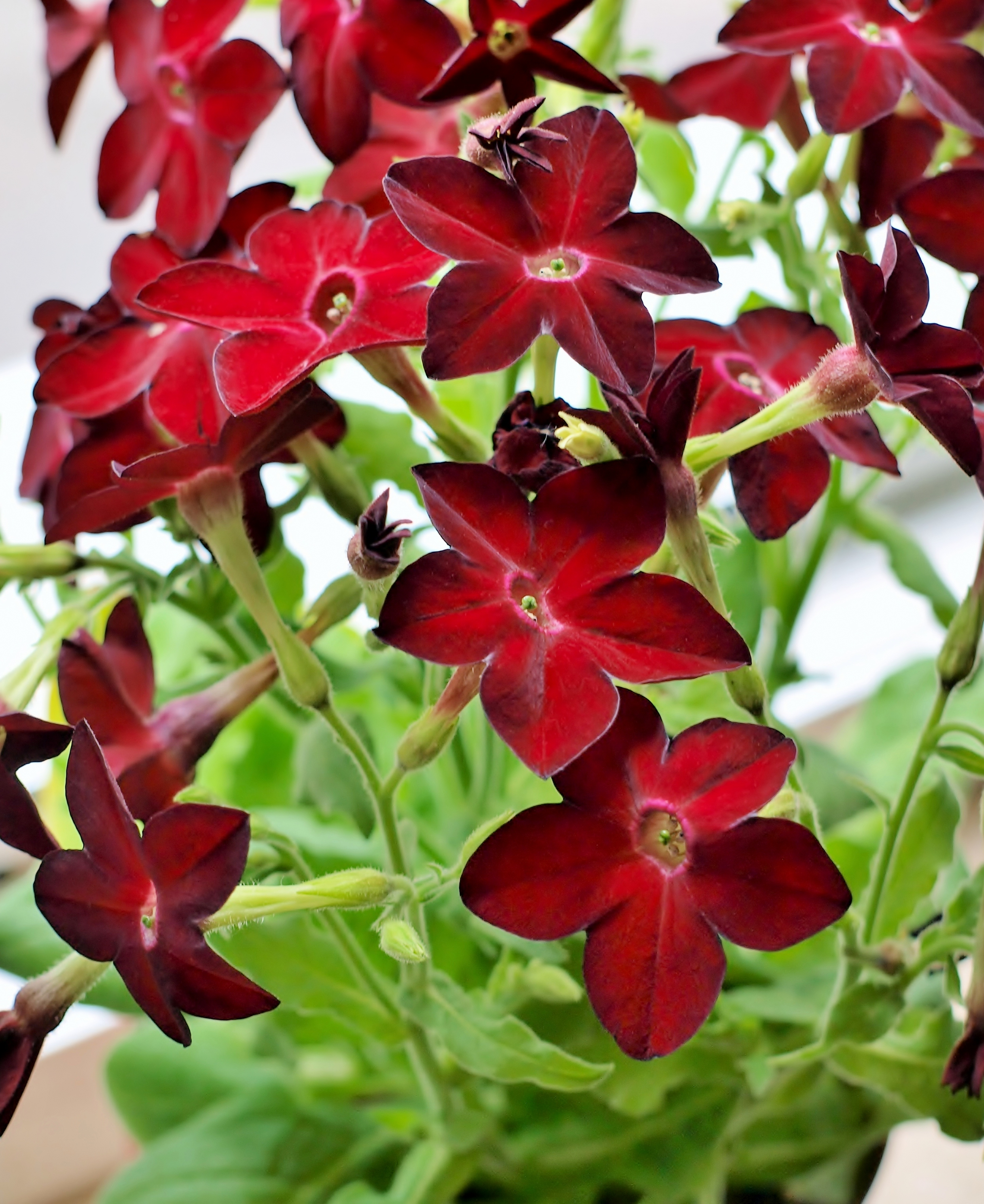
roślina kwitnąca